# Idabel
Idabel è una città degli Stati Uniti, situata nello Stato dell'Oklahoma, nella Contea di McCurtain, della quale è il capoluogo.